# Phoenix (Earth & Fire)
Phoenix is het negende studioalbum van Earth & Fire (E&F).

## Inleiding
Na de matige verkoop van In a State of Flux wijdde zangeres Jerney Kaagman zich aan een solocarrière die niet van de grond kwam. Na jaren stilte kwam in juli 1989 het bericht dat E&F weer de studio inging. Beide Koerts-broers zaten inmiddels in Frankrijk en hadden geen interesse. Er werd verwacht dat het album in het najaar van 1989 zou verschijnen en dat daarop een schouwburgtournee zou komen.  Opnamen vonden plaats in Studio 88 in Hilversum. Bij de uitgave van het album in oktober 1989 kwam aan het licht dat E&F al vanaf 1987 aan het toeren was in de kleine zalen.
Er ontstond een soort supergroep met leden van Earth & Fire (Kaagman, Ruiter en Tamboer), Kayak en Camel (Ton Scherpenzeel), Sweet d'Buster (Jons Pistors) en "Rickey and the Frog" (Age Kat). Tamboer had geen tijd voor optredens; hij was ook drummer bij Het Goede Doel; hij werd tijdens de tournee vervangen door Marcel Stoop.
Het album onder aanvoering van single French word for love werd geen commercieel succes; het haalde geen albumnoteringen. Er was nauwelijks enige reactie vanuit de pers. Wel had de tournee tot gevolg dat een in 1989 uitgebrachte verzamelalbum The very best of Earth & Fire, teruggrijpend op Polydormateriaal, redelijk verkocht. OOR's Pop-encyclopedie (versie 1992) noemt het album dan ook verder niet, anders dan een reünieplaat.

## Musici
- Jerney Kaagman – zang
- Bert Ruiter – basgitaar
- Ton Scherpenzeel, Jons Pistors - toetsinstrumenten
- Age Kat – gitaar
- Ab Tamboer – drumstel

## Muziek
| Nr. | Titel                                            | Duur |
| --- | ------------------------------------------------ | ---- |
| 1.  | Good enough (Scherpenzeel, Linders)              | 3:47 |
| 2.  | Keep on missing (Scherpenzeel, Linders)          | 6:28 |
| 3.  | Walls of Jericho (Scherpenzeel, Ruiter, Linders) | 4:16 |
| 4.  | Streets of shame (Scherpenzeel, Ruiter, Linders) | 6:32 |
| 5.  | Winds of change (Scherpenzeel, Ruiter, Linders)  | 4:02 |
| 6.  | Bombay calling (Scherpenzeel, Ruiter, Linders)   | 3:44 |
| 7.  | No stone unturned (Scherpenzeel, Linders)        | 3:54 |
| 8.  | Dreaming (Pistoor)                               | 4:09 |
| 9.  | French word for love (Ruiter, Linders)           | 3:14 |
| 10. | Gemini (Scherpenzeel, Linders)                   | 3:43 |
| 11. | Incognito (Scherpenzeel, Ruiter, Linders)        | 3:12 |
| 12. | Under a burning sky (Ruiter, Linders)            | 3:14 |